# Ural (počítač)
Ural (rusky Урал) je řada sálových počítačů (anglicky mainframe), které se vyráběly postupně v několika modelech v bývalém Sovětském svazu mezi roky 1956 až 1971. Ve skutečnosti jde o dvě různé řady počítačů, které se výrazně lišily konstrukcí a součástkovou základnou, což je patrné také v jejich číslování. Modely Ural 1 až 4 používaly ještě elektronky, zatímco novější Ural 11, 14 a 16 používaly polovodičové součástky. Hlavním konstruktérem byl Баши́р Исканда́рович Раме́ев (Bašír Iskandárovič Raméev, 1918–1994).

## Přehled modelů
Celkem se vyrábělo nejméně sedm různých modelů.

### Počítače založená na elektronkách
- Ural 1 – 1956
- Ural 2 – 1959
- Ural 3 – 1964
- Ural 4 – 1962

### Používající polovodičové součástky
- Ural 11 – 1965
- Ural 14 – 1965
- Ural 16 – 1969 (do 1971)

## Historie
Počítač Ural byl vyvinut ve Výrobním závodě elektronických počítačů ve městě Penza, Povolží, bývalý Sovětský svaz a vyráběly se zde od roku 1956. Po modelech Minsk šlo o nejpoužívanější sovětské počítače. V 60. letech 20. století byly široce využívány především v socialistických zemích, i když byly vyvezeny také do zemí západní Evropy a Latinské Ameriky. Rovněž Indický statistický úřad v Kalkatě zakoupil Ural 1 v roce 1958.
Když Univerzita v Tartu (nejstarší univerzita v Estonsku, tehdy součást Sovětského svazu) dostala v roce 1965 nový počítač, byl její starý Ural 1 přesunut na střední školu s přírodovědným zaměřením (Nõo Reaalgümnaasium), čímž se tato škola stala jednou z prvních sovětských středních škol, které začaly využívat počítač.
Zajímavostí je také to, že podle názvu počítače Ural, přepsaného z azbuky do latinky, vzniklo rovněž slovo „raal“, první slovo v estonštině znamenající obecné označení pro „počítač“. Tento výraz se pak v estonštině běžně používal až do 90. let 20. století, kdy byl nahrazeno slovem „arvuti“.
Počítače Ural používala také škola č. 444 v Moskvě, která v Rusku začala od roku 1960 vychovávat programátory a v roce 1965 nechala provozovat počítač Ural přímo studenty.

## Základní parametry
Modely Ural 1 až Ural 4 byly založeny na elektronkách a jejich hardware byl schopen provést 12 000 operací v pohyblivé řádové čárce za sekundu (12 000 FLOPS). Délka slova byla 40 bitů a slovo mohlo obsahovat buď jedno číslo nebo dvě instrukce. Počínaje modelem Ural 2 (tedy od roku 1959) se jako operační paměť počítače používala tehdy moderní tzv. feritová paměť.
Počítače Ural byly univerzální a používaly se ve výzkumných ústavech, ve školách, ve výpočetních střediscích, v továrnách ap. Zařízení zabíralo přibližně 90 až 100 metrů čtverečních plochy (též podle konkrétní konfigurace). Počítač pro svůj provoz vyžadoval napájení z trojfázové soustavy a měl třífázový magnetický stabilizátor napětí o výkonu 30 kVA.
Hlavními částmi systému byly: klávesnice, řídicí-čtecí jednotka, vstupní děrná páska, výstupní děrná páska, tiskárna, magnetická pásková paměť, operační paměť (feritová paměť), ALU (aritmeticko-logická jednotka), CPU (centrální procesorová jednotka) a zdroj napájení.

## Počítač Ural ve filmu
Jako zajímavost lze uvést, že model Ural 2 se objevuje v krimi komedii Poklad byzantského kupce z roku 1966, filmové adaptaci stejnojmenného románu Václava Erbena, s hlavní postavou kapitánem Exnerem. Ve filmu byl využit pro výpočty shody antropologických rysů, k určení kdo je skutečným otcem Miroslava Martince, který byl synem zavražděné Holubové. Je to jeden z prvních československých hraných filmů, ve kterém se nějaký skutečný počítač objevuje, protože v celém Československu jich tehdy bylo minimum.
Stojí za to též zmínit, že skutečný archeolog Bohumil Soudský (podle kterého Václav Erben vytvořil dr. Soudka, jednu z hlavních postav), používal počítač ke klasifikaci obrovského množství nálezů z velkoplošného výzkumu. Vůbec poprvé v dějinách archeologie tak bylo při dokumentaci výzkumu i jeho následné interpretaci užito matematických výpočetních metod.

## Charles Simonyi
Charles Simonyi, americký softwarový architekt a miliardář maďarského původu, se v roce 2007 na palubě lodi Sojuz TMA-10 dostal jako tzv. vesmírný turista a druhý Maďar do vesmíru, a poté na palubu mezinárodní vesmírné stanice ISS. S sebou si mimo jiné vzal staré děrné pásky z počítače Ural 2, jako připomínku toho, že na tomto počítači začínal programovat během svých studií na střední škole v Budapešti.

## Fotogalerie

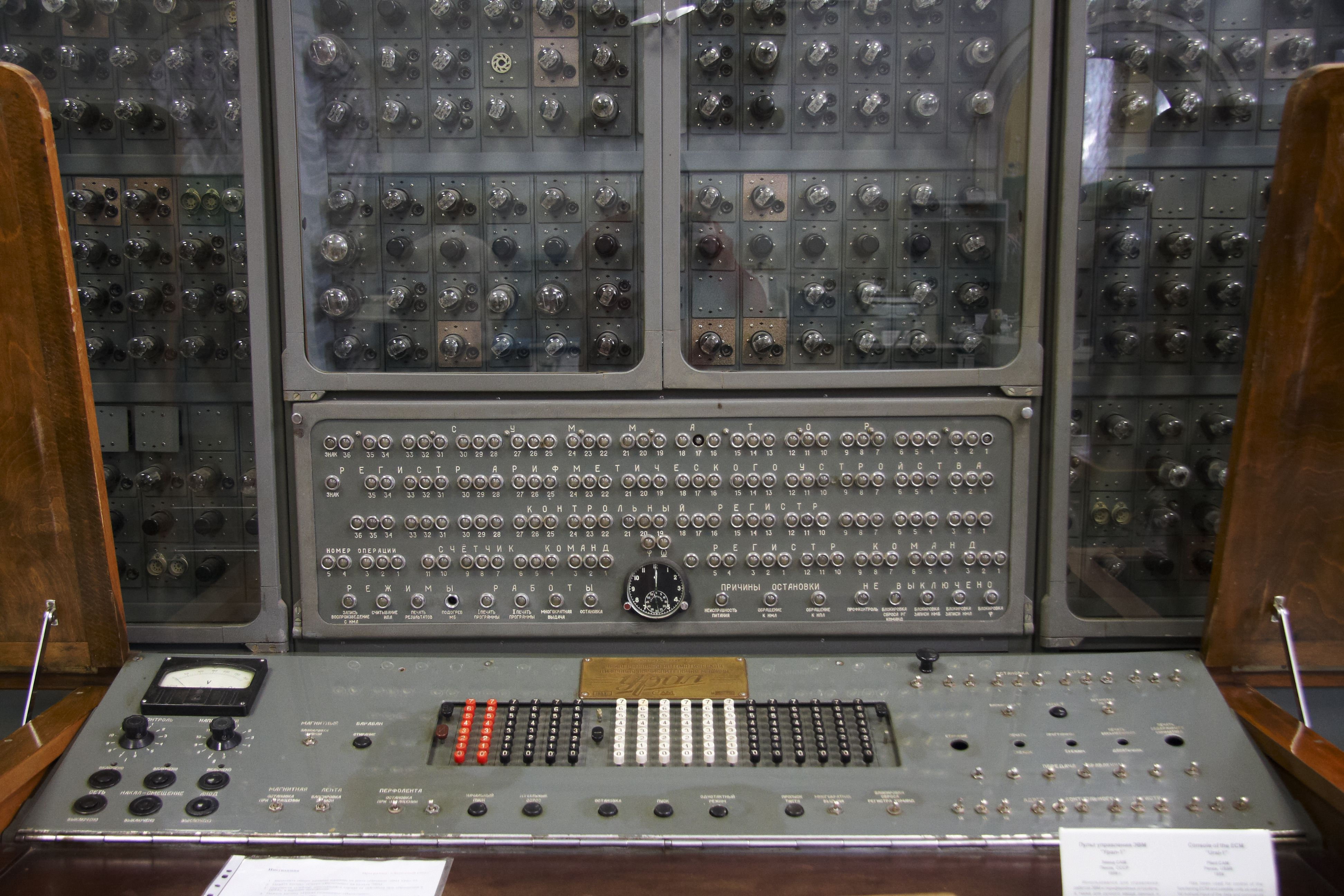
Ural 1: řídící pult
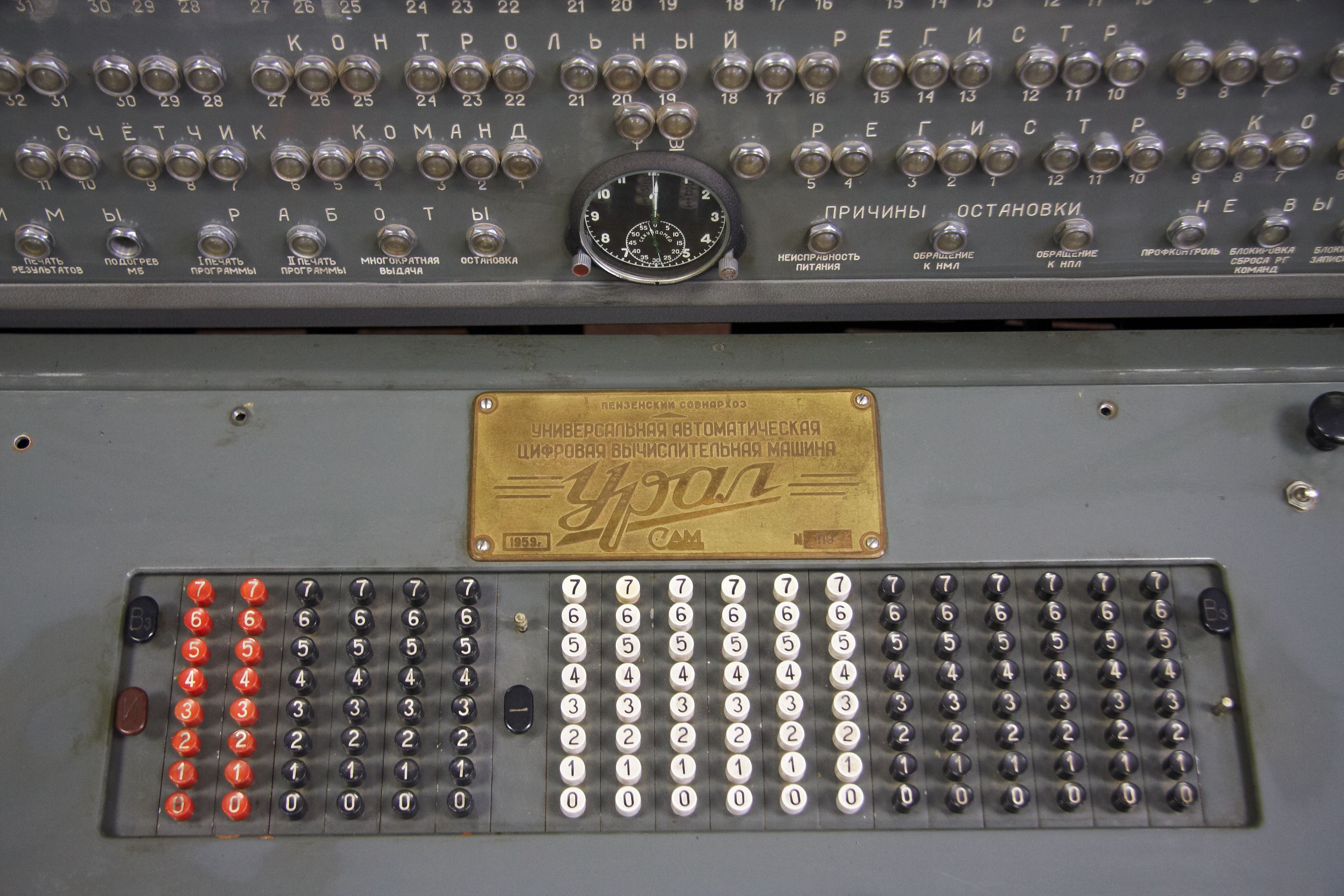
Ural 1: detail řídícího pultu
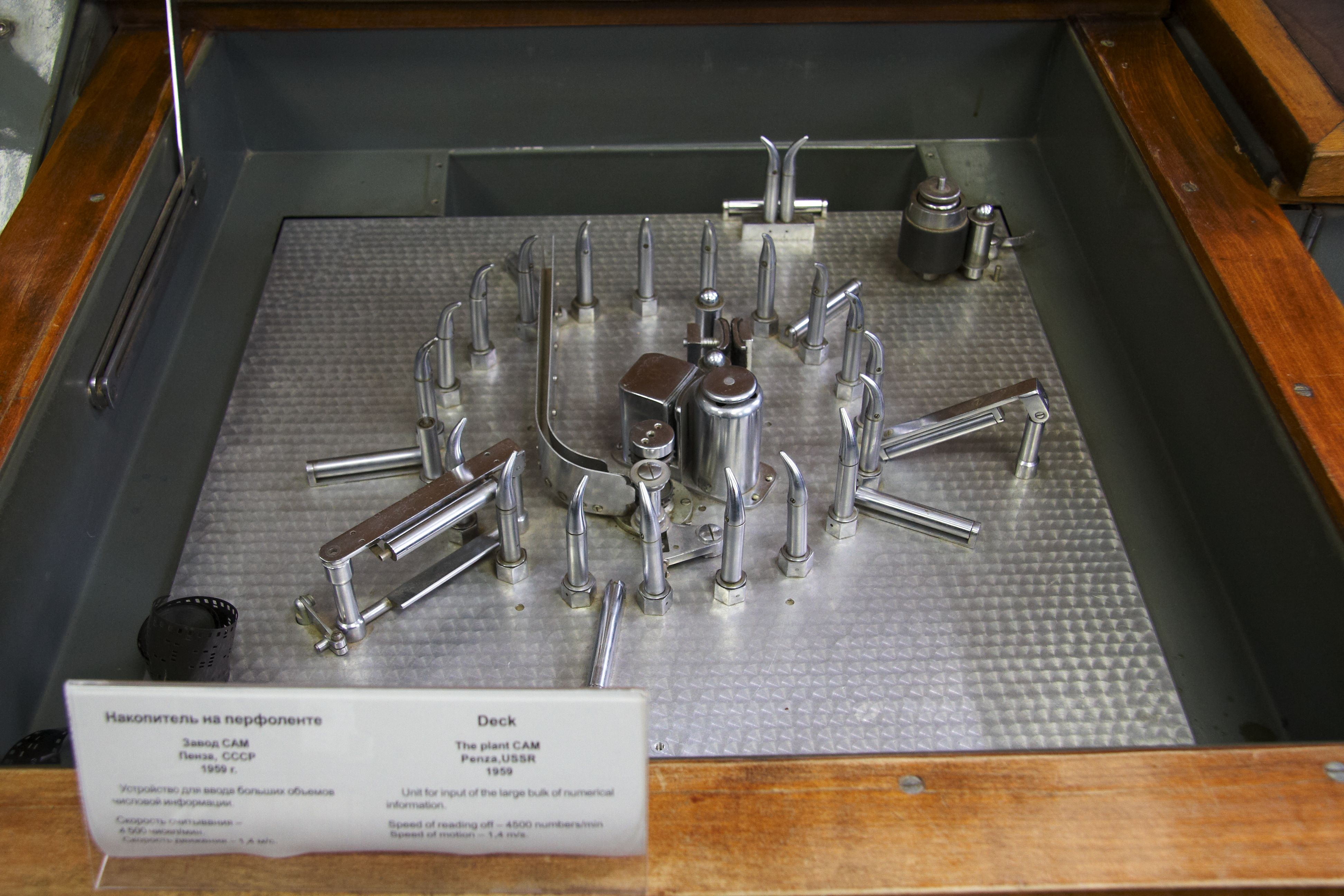
Čtečka děrných pásek
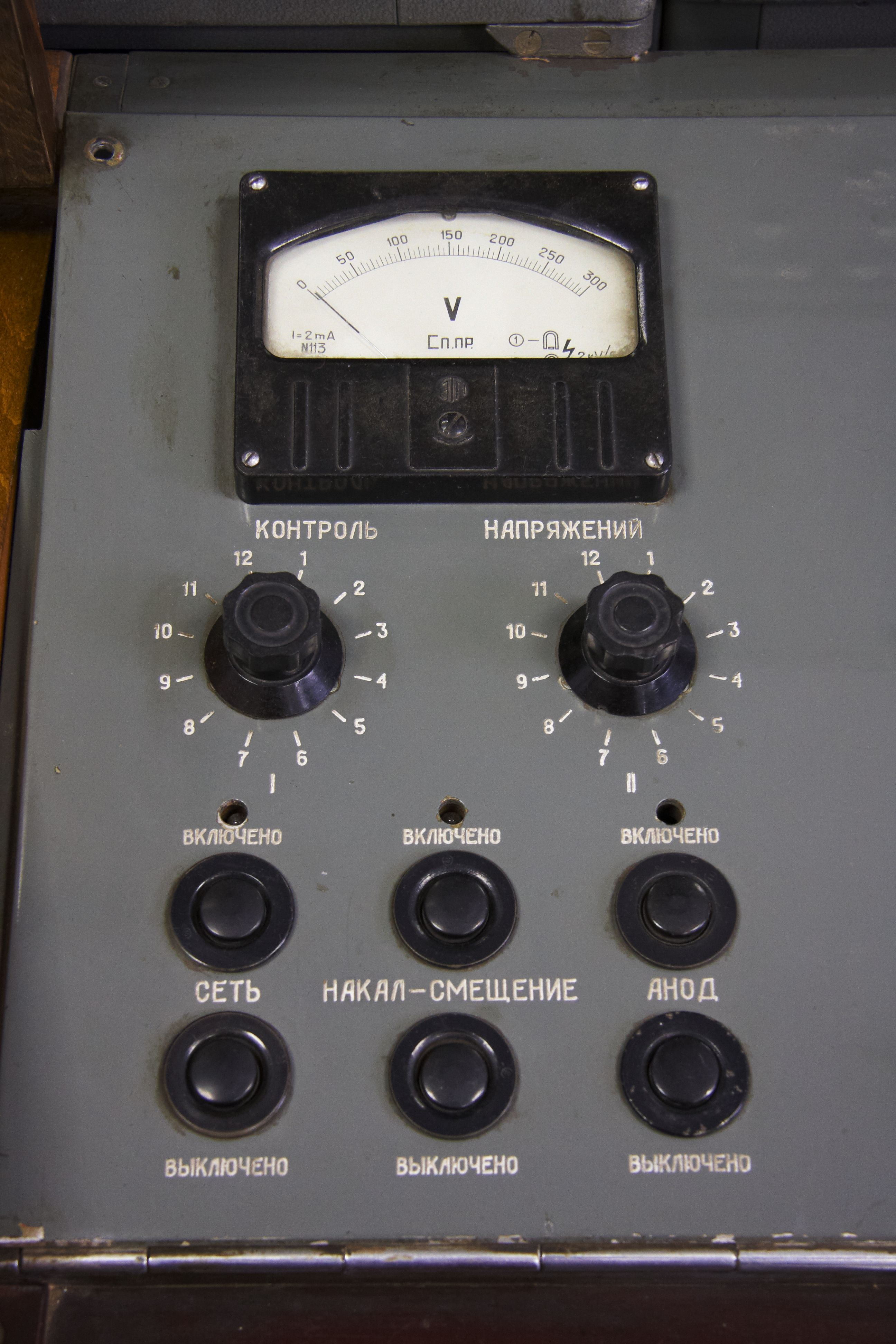
Hlavní spínače / vypínače napájení

### Souvisejí články
- Sálový počítač
- Feritová paměť
- Poklad byzantského kupce
- Minsk (počítač)